# Жангиров, Фарид Исмагилович
Фарид Исмагилович Жангиров (15 мая 1966, Тольятти, СССР) — советский и российский футболист, нападающий, полузащитник; тренер.
Воспитанник футбольной школы СДЮШОР-4 Тольятти, тренер В. Г. Найденко. В 1983—1988 годах играл во второй лиге за «Торпедо» Тольятти (1983—1985, 1988) и «Динамо» Киров (1986—1987). В 1988—1989 сыграл 7 матчей в высшей лиге в составе ленинградского «Зенита». Во второй половине сезона-1989 перешёл в свердловский «Уралмаш», за который отыграл два года. В середине 1991 вернулся в Тольятти, где играл за «Ладу» до 1994 года, в котором провёл два матча в высшей лиге России. 1995 год отыграл во второй лиге в составе «Лады» Димитровград, следующий сезон пропустил и закончил карьеру игрока в «Ладе-Тольятти-ВАЗ» в 1997—1998 годах. В 1998 году работал в команде тренером, в 2003 был тренером в «Кайсаре» Кызылорда, Казахстан, в 2009 — в «Кызылжаре» Петропавловск, Казахстан.
Окончил Высшую школу тренеров, по состоянию на август 2015 работал тренером-преподавателем в СДЮСШОР «Лада» Тольятти.